# Augustin Nadal
Pour les articles homonymes, voir Nadal.
L'abbé Augustin Nadal, né en 1659 à Poitiers où il est mort le 7 août 1740, est un poète, critique littéraire et auteur dramatique français. Auteur de médiocres tragédies d'inspiration biblique, il est connu surtout pour ses querelles avec Voltaire.

## Biographie
Fils d'un marchand passementier, il fait ses études au collège de Poitiers, puis devient précepteur de François-Henri d'Étampes, comte de Valançay, capitaine des gardes de Monsieur, tué à la bataille de Höchstädt en 1704. Devenu protégé du duc d'Aumont, qui le fait secrétaire de la province du Boulonnais, il entre en 1706 à l'Académie royale des inscriptions et médailles, à laquelle il contribue plusieurs dissertations et dont il devient membre associé en 1712. De janvier 1708 à mars 1709, puis de janvier à mai 1711, il devient rédacteur du Nouveau Mercure, qu'il dirige avec Jean-Aimar Piganiol de La Force. L'année suivante, alors que l'on s'apprête à signer le traité d'Utrecht et que le duc d'Aumont est envoyé en Angleterre pour complimenter la reine Anne, Nadal l'accompagne en qualité de secrétaire d'ambassade. En 1716, il reçoit l'abbaye de Doudeauville en récompense de ses services.
Sa première tragédie, Saül, avait obtenu un certain succès, après quoi toutes ses pièces, dont le style était jugé « louche et embarrassé, quelquefois ampoulé », tombèrent les unes après les autres. Voltaire, dont la Mariamne était tombée à la première représentation en février 1725, assista en avril à la Mariamne de Nadal, qui tomba à son tour sous les cris du parterre. Nadal accusa aussitôt Nicolas-Claude Thieriot, ami de Voltaire, d'avoir monté une cabale contre lui. Empruntant pour l'occasion le nom de Thieriot, Voltaire répliqua par une missive cinglante :

« Tout le monde admire, monsieur l'abbé, la grandeur de votre ouvrage, qui ne peut être ébranlé par les injustes sifflets dont la cabale du public nous opprime depuis quarante ans. Pour châtier ce public séditieux, vous avez en même temps fait jouer votre Mariamne, et fait débiter votre livre des Vestales : pour dernier trait vous faites imprimer votre tragédie.[...] Vous accusez M. de Voltaire d'avoir fait tomber votre tragédie par une brigue horrible et scandaleuse. Tout le monde est de votre avis, monsieur ; personne n'ignore que M. de Voltaire a séduit l'esprit de tout Paris pour vous faire bafouer à la première représentation, et pour empêcher le public de revenir à la seconde. C'est par ses menées et par ses intrigues qu'on entend dire si scandaleusement que vous êtes le plus mauvais versificateur du siècle, et le plus ennuyeux écrivain. C'est lui qui a fait berner vos Vestales, vos Machabées, votre Saül et votre Hérode : il faut avouer que M. de Voltaire est un bien méchant homme, et que vous avez raison de le comparer à Néron, comme vous le faites si à propos dans votre belle préface. »

Après plusieurs vaines tentatives de contre-attaque, qui se terminèrent par une mauvaise satire de Zaïre en 1732, Nadal se retira dans sa ville natale où il continua encore à écrire avant de mourir à l'âge de 82 ans.

## Œuvres
Théâtre
- Saül, tragédie, Théâtre-Français, 25 février 1705 Texte en ligne
- Hérode, tragédie, Théâtre-Français, 15 février 1709 Texte en ligne
- Antiochus, ou les Machabées, tragédie, Théâtre-Français, 16 décembre 1722
- Mariamne, tragédie, Théâtre-Français, 10 avril 1725
- Arlequin au Parnasse, ou la Folie de Melpomene, comedie critique de la tragedie de Zaïre, en 1 acte et 2 divertissements, Théâtre italien de Paris, 4 décembre 1732
- Esther, Theâtre de Poitiers, 1735 [non imprimée]
- Le Paradis terrestre, imitée de Milton, Theâtre de Poitiers, 1735 [non imprimée]
- Osarphis, ou Moyse, tragédie, 1738 [non représentée]
- Théâtre de M. l'abbé Nadal, 1738 Texte en ligne

Varia
- Œuvres posthumes de M. le chevalier de Méré, publiées par Augustin Nadal, 1700 Texte en ligne
- Observations critiques sur la tragédie d'Hérode et Mariamne, de M. de V[oltaire], 1725 Texte en ligne
- Histoire des Vestales, avec un Traité du luxe des dames romaines, 1725 Texte en ligne
- Les Voyages de Zulma, dans le pays des fées, écrits par deux dames de condition, 1734
- Œuvres mêlées de M. l'abbé Nadal, 2 vol., 1738 Tome 2 en ligne : Pièces fugitives. Dissertations sur la tragédies de Racine

## Source biographique
- Antoine de Léris, Dictionnaire portatif historique et littéraire des théâtres, Paris : C. A. Jombert, 1863, p. 643